# Zapole (rejon piński)
Zapole (błr. Заполле; ros. Заполье) – wieś na Białorusi, w rejonie pińskim obwodu brzeskiego, przedmieście Pińska, około 2 km na północ od jego centrum. 

## Historia
Pierwsze wzmianki o Zapolu pochodzą z 1488 roku. W 1496 roku Wojwoszka Rozijewicz, który wcześniej otrzymał Zapole od kniaziów Jarosławowiczów, otrzymał zezwolenie od kniagini Maryi Pińskiej na sprzedaż tego majątku niejakiemu Fedce Tyszkiewiczowi. Później Zapole było częścią wielkiego majątku Piaseczna.  W XVIII wieku było to dziedzictwo rodziny Druckich-Lubeckich. Majątek przeszedł w posiadanie Pusłowskich prawdopodobnie w wyniku ślubu Józefy Druckiej-Lubeckiej (córki Franciszka Druckiego-Lubeckiego, kasztelana pińskiego) z Wojciechem Pusłowskim herbu Szeliga (1762–1833). Kolejnymi dziedzicami Piasecznej byli: syn Wojciecha Wandalin (1814–1884) i córka Wandalina, Genowefa (1852–1936), która, wychodząc w 1872 roku za hr. Adama Platera (1836–1909), wniosła mu Piasecznę w posagu. Ostatnim właścicielem Zapola wchodzącego w skład majątku Piaseczna był ich syn Stefan (1873–1951).
W 1784 roku Zapole odwiedził król Stanisław August. Na polach Zapola zorganizowano paradę brygady konnej pod dowództwem gen. Piotra Twardowskiego, a wieczorem w miejscowym parku i w pałacu był wielki bal z iluminacjami (w pałacu specjalnie na przyjazd króla zbudowano wielką salę balową).
Wieś magnacka położona była w końcu XVIII wieku w powiecie pińskim województwa brzeskolitewskiego. Po II rozbiorze Polski w 1793 roku znalazło się na terenie Imperium Rosyjskiego.
Po ustabilizowaniu się granicy polsko-radzieckiej w 1921 roku Zapole znalazło się na terenie Polski, w gminie Stawek powiatu pińskiego województwa poleskiego (od 1928 roku – w gminie Żabczyce), od 1945 roku – w ZSRR, od 1991 roku – na terenie Republiki Białorusi.

## Dwór w Zapolu
Dawny pałac w Zapolu nie dotrwał do końca XIX wieku, jednak zachował się tam piękny staropolski park z lipowymi szpalerami i altanami. Julian Ursyn Niemcewicz, odwiedzając majątek w 1819 roku, powiedział: „nigdzie nie widziałem takich ogromnych lip”.
Po zniszczeniu rezydencji w Piasecznej w wyniku działań w czasie I wojny światowej Stefan Plater zbudował w latach 20. XX wieku w parku w Zapolu nowy dwór, do którego przenieśli się Platerowie. Był to neoklasycystyczny (z elementami baroku), parterowy, jedenastoosiowy, drewniany budynek z czterokolumnowym portykiem z trójkątnym szczytem. Od strony parku miał dwa prostopadłe skrzydła, nadające mu kształt podkowy. Między tymi skrzydłami był identyczny portyk jak od strony podjazdu. Czterospadowy, łamany dach był pokryty blachą. 
Dwór dotrwał do dzisiejszych czasów. Obecnie jest wykorzystywany jako budynek administracyjny. Jest wpisany do rejestru zabytków.
Majątek w Zapolu jest opisany w 2. tomie Dziejów rezydencji na dawnych kresach Rzeczypospolitej Romana Aftanazego.